# ETKA
ETKA ist die Abkürzung für Elektronischer Teilekatalog des VW-Konzerns, einer datenbankgestützten Softwarelösung zur Ersatzteilsuche und Bestellung. Er wird produziert und aktualisiert von dem Unternehmen LexCom.

## ETKA
Der Katalog beinhaltet Explosionszeichnungen einzelner Baugruppen und diverse Listen und Hinweise zu den Modellen der Automarken Audi, Seat, Škoda und Volkswagen, etwa Ausstattungsvarianten und die Einbaudauer von Motoren und Getrieben nach Kennbuchstabe. Dabei hat ein fahrzeugspezifisches Ersatzteil eine konzernweit einmalig vergebene aufgedruckte oder geprägte Nummer, auf Basis derer die Ersatzteilsuche für den Händler und die Kunden vereinfacht wird. Des Weiteren gibt es fahrzeugunspezifische Normteile (etwa Schrauben, Schlauchschellen), die jedoch zum Teil nur bei VW erhältlich sind, etwa Schrauben mit XZN-Profil. Der Katalog kann Nachfolgemodelle von entfallenen Ersatzteilen vorschlagen, dabei können aber auch mehrere Teile im Verbund ein entfallenes Ersatzteil repräsentieren. Es ist aber auch möglich, dass technisch identische Teile unterschiedliche Nummern haben, da diese jeweils für ein anderes Fahrzeugmodell bestimmt sind.

## Alternativen
Da ETKA nur an Händler von VAG-Marken verkauft wird, gibt es von LexCom für freie Werkstätten, Fuhrpark- und Tankstellenbetreiber ETOS (Ersatzteile Order System), das gleiche Informationen und ähnliche Bedienbarkeit aufweist wie ETKA, jedoch den Nutzer wählen lässt, bei welchem Lieferanten er bestellt. Darüber hinaus werden per Internet seit Mitte November 2007 Ersatzteilkataloge für die Marken Alfa Romeo, Fiat, Ford, Lancia, Opel und Porsche zur Verfügung gestellt. Eine reine Internetlösung bietet LexCom unter dem Namen partslink24. Das „Original-Ersatzteileportal“ bietet gegen eine Gebühr Ersatzteilkataloge für dieselben Marken sowie eine Online-Bestellmöglichkeit mit freier Lieferantenwahl.
Der Volkswagen-Konzern selbst stellt für seine Marken erWin (Elektronische Reparatur und Werkstatt Information) zur Verfügung, ein Bestellsystem für Informationsmaterial via Internet, das neben gewerblichen Anwendern auch Privatkunden nutzen können.